# Allopurinol

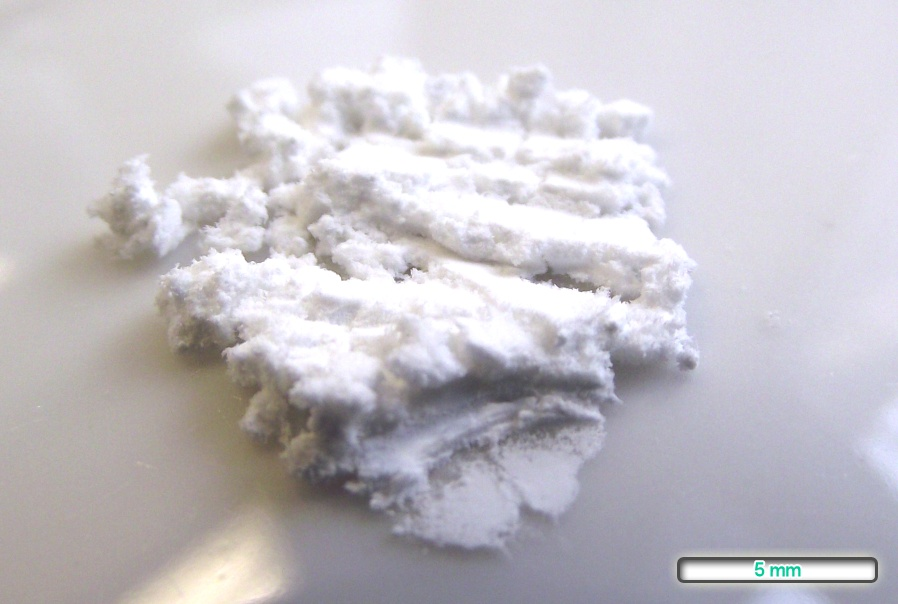
Der Arzneistoff Allopurinol in reiner Form auf einer Porzellanoberfläche

Allopurinol ist ein Arzneistoff zur Behandlung der chronischen Gicht und in Kombination mit anderen Medikamenten der Leishmaniose. Der Wirkstoff Allopurinol wurde 1977 von der Weltgesundheitsorganisation (WHO) in die Liste der unentbehrlichen Arzneimittel der Weltgesundheitsorganisation aufgenommen.

## Pharmakologie
Allopurinol unterbindet den Abbau von Purinen zu Harnsäure durch Hemmung des Enzyms Xanthinoxidase und wird daher auch als Urikostatikum bezeichnet. Es bewirkt ein Absinken des Harnsäurespiegels im Blut, wodurch Ablagerungen von Harnsäure im Gewebe abgebaut werden können und deren Neubildung erschwert wird. Die vermehrt anfallenden Vorstufen der Harnsäure (Xanthine) können über die Niere ausgeschieden werden.
Allopurinol ist ein meist gut verträgliches Arzneimittel. Aufgrund der potenziellen Nebenwirkungen sollte eine Einnahme jedoch nur bei ärztlicher Verordnung (Verschreibungspflicht) und Kontrolle erfolgen. Die Indikation für eine Therapie mit Allopurinol ist bei Hyperurikämie > 8,5 mg/dl bzw. bei wiederholten Gichtanfällen, einer bestehenden Gichtnephropathie oder beim Vorliegen von Harnsäuresteinen gegeben. Bei bereits bestehender Niereninsuffizienz muss die Dosis an die verbleibende Nierenleistung angepasst werden.

### Unerwünschte Wirkungen
Die wichtigsten unerwünschten Wirkungen sind:
- allergische Reaktionen (insbesondere Hautreaktionen)
- Übelkeit und Erbrechen
- akuter Gichtanfall (Nach Beginn einer Therapie mit Allopurinol kommt es häufig zu akuten Gichtanfällen. Eine mögliche Erklärung dafür ist, dass kleine Urat-Kristalle, die sich vor der Therapie bereits in den Gelenken befanden durch Allopurinol abgebaut und dadurch gelockert werden. Diese Lockerung kann eine Reizung und damit einen akuten Gichtanfall auslösen. Deshalb wird in den ersten 2 Wochen einer neuen Therapie mit Allopurinol häufig Colchicin und NSAID zusätzlich verordnet.[7][8])
- Blutbildungsstörungen (Leukopenie)
- Nierensteinbildung (besonders bei zu geringer Trinkmenge)
- Leberschädigung
- Polyneuropathie
- Allopurinol-Hypersensitivitätssyndrom (metabolische Idiosynkrasie, Letalität ca. 30 %) mit folgenden Symptomen:[9][10]
  - einer Allergie ähnliche (allergoide) Symptomatik mit Fieber und Ausschlag
  - Nierenfunktionsstörung bis zur Anurie
  - massiver Leberzelluntergang
  - Leukozytose und Eosinophilie
- Stevens-Johnson-Syndrom, bis hin zur Maximalvariante als Toxische epidermale Nekrolyse (Lyell-Syndrom)

### Wechselwirkungen
- Wird Allopurinol gleichzeitig mit Purin-Antimetaboliten wie Azathioprin oder 6-Mercaptopurin eingenommen, muss deren Dosis auf 25 % der sonst üblichen gesenkt werden, da Allopurinol und sein aktiver Metabolit Oxipurinol die Xanthinoxidase hemmen, wodurch es zum verminderten Abbau und zur Kumulation von Azathioprin kommt.[11]

- Wirkungsverstärkung außerdem bei:
  - Antikoagulanzien vom Cumarin-Typ (Warfarin, Marcumar). Dadurch werden häufigere Blutgerinnungskontrollen nötig, ggf. Dosisreduktion
  - Probenecid
  - Chlorpropamid
  - Phenytoin
  - bei hohen Allopurinol-Dosen Theophyllin
  - Ciclosporin

- bei Sulfinpyrazon, Probenecid, Benzbromaron, Salicylate in hohen Dosen ist die Wirksamkeit von Allopurinol herabgesetzt

- bei Zytostatika gibt es häufiger Blutbildveränderungen (darum Blutbildkontrollen in kurzen Zeitintervallen)[12]

## Handelsnamen
Monopräparate
Bleminol (D), Cellidrin (D, CH), Epidropal (D), Foligan (D), Gewapurol (A), Gichtex (A), Mephanol (CH), Purinol (A), Remid (D), Uribenz (D), Uriconorm (CH), Urosin (A), Zyloric (D, A, CH), zahlreiche Generika (D, A, CH)
Kombinationspräparate
Allobenz (A), Allo.comp (D), Gichtex plus (A), ViaSpan Organkonservierungslösung (A)

## Umweltrelevanz
Allopurinol wird zu 90 % im menschlichen Körper metabolisiert. Dabei entsteht zu ca. 80 % der aktive Metabolit Oxipurinol. Dieses ist stabil während Abwasserbehandlung und reichert sich daher in Gewässern an.